# Leopold z Clary-Aldringenu
Leopold Kašpar hrabě z Clary-Aldringenu (německy Leopold Kaspar von Clary und Aldringen; 2. ledna 1736 Praha-Malá Strana – 23. listopadu 1800 Vídeň) byl český šlechtic z rodu Clary-Aldringenů, působil jako ministr spravedlnosti tehdejší Habsbuské monarchie.[zdroj?]

## Život

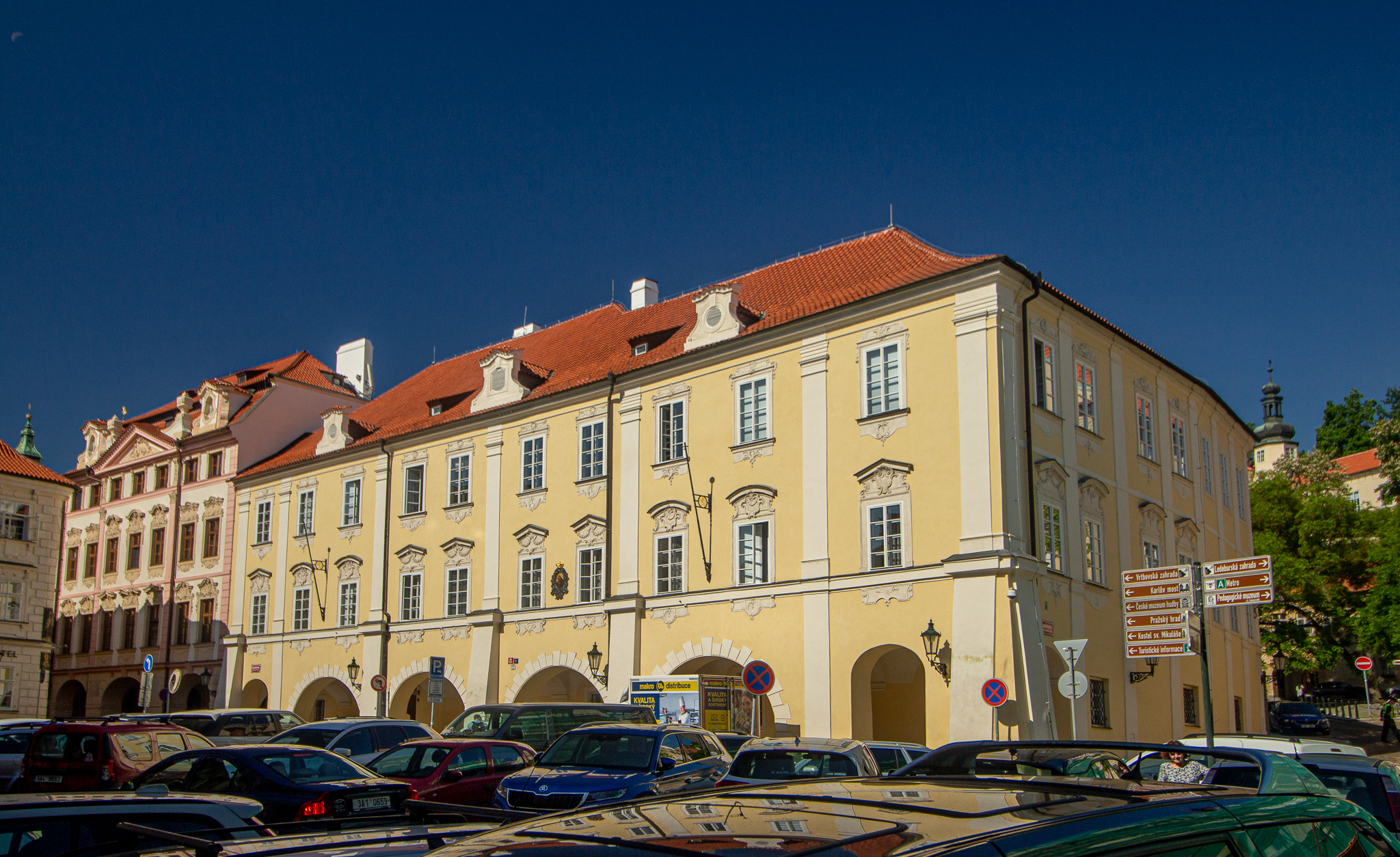
Rodový palác na Valdštejnském náměstí na Malé Straně v Praze

Leopold z Clary-Aldringenu se narodil v rodovém paláci na Malé Straně v Praze jako syn hraběte Kašpara Františka Osvalda z Clary-Aldringenu (1707 Teplice – 1735 Dobříčany), komorníka a hejtmana spojených krajů Žateckého a Loketského a Chebského, který zemřel ve věku 27 let na neštovice. Jeho matka Maria Františka (1712 nebo 1709 Vídeň – 1739 tamtéž), byla dcerou českého komorního prezidenta a hejtmana hraběte Františka Leopolda ze Šternberka (1680–1745).
Leopold měl sestru Eleonoru (1733–1803 Praha), která byla provdána za pozdějšího apelačního radu, hraběte Jana Václava Šporka (1724–1804).
Jeho otec zemřel brzy po jeho narození a matka zemřela, když mu byly tři roky, proto se výchovy ho ujal prastrýc, hrabě Filip z Clary, který však také brzy zemřel. Leopold odešel ke svému dědečkovi hraběti Františku Leopoldovi ze Šternberka.
Své první vzdělání získal u piaristy Lamberta Agadoniho a v roce 1748 nastoupil do vídeňského Teresiana, kde byli jeho učiteli Josef Khell von Khellburg a Erasmus Fröhlich.
V roce 1746 zdědil dobříčanský zámek.
Po disputaci mu byl dne 2. září 1753 udělen titul doktora práv a obdržel zlatý řetěz z rukou nejvyššího komorníka Jana Josefa z Khevenhüller-Metsche.
Po jeho odchodu z Teresiana v roce 1754 ho Marie Terezie jmenovala poradcem české královské apelační komory, kam byl 12. listopadu 1754 uveden na Herrenbank (lavici soudců, v níž zastávali samostatné řady šlechtici a měšťané). V roce 1759 se stal mladším písařem a byl členem různých komisí. V roce 1763 byl jmenován guberniálním radou.
Za jeho zásluhy jej císařovna 9. dubna 1767 jmenovala královským purkrabím v Chebu a skutečným tajným radou.
V roce 1769 byl povýšen na královského pokladníka do Sibiu v Transylvánii, kam nastoupil v roce 1770. V této funkci setrval až do roku 1772, kdy byl v červenci jmenován nejvyšším zemským sudím a v květnu 1773 nejvyšším zemským komorníkem Markrabství moravského.
Poté byl v roce 1776 jmenován vicekancléřem Česko-rakouské dvorské kanceláře a v roce 1780 jej Marie Terezie povýšila na druhého předsedu nejvyššího soudu. Po odchodu hraběte Kristiána Augusta ze Seilernu v roce 1791 do důchodu převzal Leopold z Clary-Aldringenu úřad prezidenta nejvyššího soudu.
Při postupu francouzské armády k Vídni na jaře 1797 se objevila obava, že by vrchní soudnictví mohlo být brzděno ve své práci, a to i s ohledem na části říše, které nebyly přímo zasaženy válkou. Z tohoto důvodu byl Leopold přeložen do Prahy jako vrchní soudní prezident se šesti radními, aby odtud udržovali soudní správu pro Čechy, Moravu, Slezsko a Halič.
Císař František II. jej jmenoval ministrem spravedlnosti a předsedou Tajné soudní komise pro záležitosti velezrady a později předsedou Dvorní komise pro právní záležitosti.

## Manželství a rodina
První manželkou Leopolda z Clary-Aldringenu byla Emanuela Marie Vratislavová z Mitrovic (1732–1761), dcera diplomata hraběte Františka Karla I. Vratislava z Mitrovic a Schönfeldu (1696–1759), s níž měl dvě dcery:
- Marie Kristýna z Clary-Aldringenu (31. prosince 1758–1820), provdaná za barona Rudolfa Josefa z Hackelbergu a Landau (1764–1830);
- Emanuela Marie z Clary-Aldringenu (18. března 1760 – 26. srpna 1838), poprvé provdaná za hraběte Franze Karla Kulhánka (* asi 1761–1794 Praha),[2] kapitána ve sboru hraběte O'Donnella[zdroj?] a podruhé za barona Alberta Malovce z Malovic.[3]

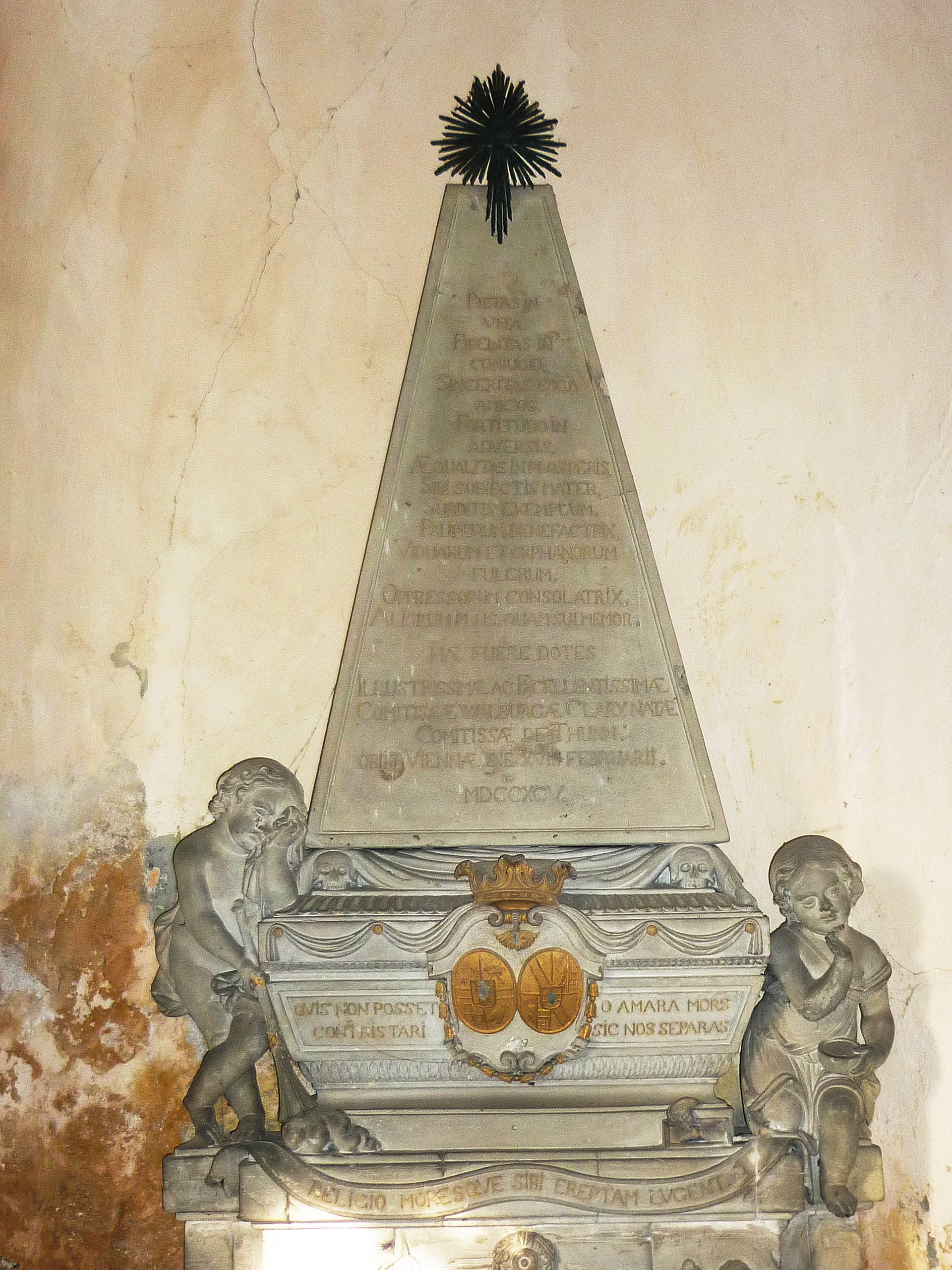
Hrob Marie Walburgy Josefy z Clary-Aldringenu v poutním kostele v Leběšicíh

Jeho druhou manželkou se stala Marie Walburga Josefa (1743–1795), dcera hraběte Jana Josefa z Thun-Hohensteinu (1711–1788), politika a dedikanta 36. symfonie Wolfganga Amadea Mozarta. Jejich děti byly:
- Leopold Josef Petr z Clary-Aldringenu (30. srpna 1766–?),
- Karl František Jeroným z Clary-Aldringenu (19. ledna 1774–?),
- Adalbert Václav z Clary-Aldringenu (23. prosince 1778–1809), ženatý s Amálií (1778 Brno – 1838 Vídeň), dcerou Františka Nádasdyho von Fogarasföld (1745–1802).

## Spisy (výběr)
- Tentamen historicum de titulo Imperatoris Romani qui Carolo M. etiam ex pacto cum Graecis Imperatoribus accessisse vulgo creditur. Vienna, 1753.
- Plutarchus redivivus seu comparatio virorum illustrium Plutarchi methodo scripta. Pragae 1755.
- Plutarchus redivivus, d. i. wiederlebender Plutarch oder Lebensbeschreibung berühmter Männer auf Plutarchs Art. Praha, 1765.